# Callithrix penicillata
Lo uistitì dai pennacchi neri (Callithrix penicillata E. Géoffroy, 1812) è un primate platirrino della famiglia dei Callitricidi.

## Distribuzione
Vivono nelle foreste a galleria dell'altopiano centrale del Brasile, grossomodo nell'area compresa fra gli stati di Biahia e Paraná e verso l'interno fino allo stato di Goiás.

## Descrizione

### Dimensioni
Misura circa 45 cm di lunghezza, di cui più di metà è occupata dalla coda, per un peso di 450 g.

### Aspetto

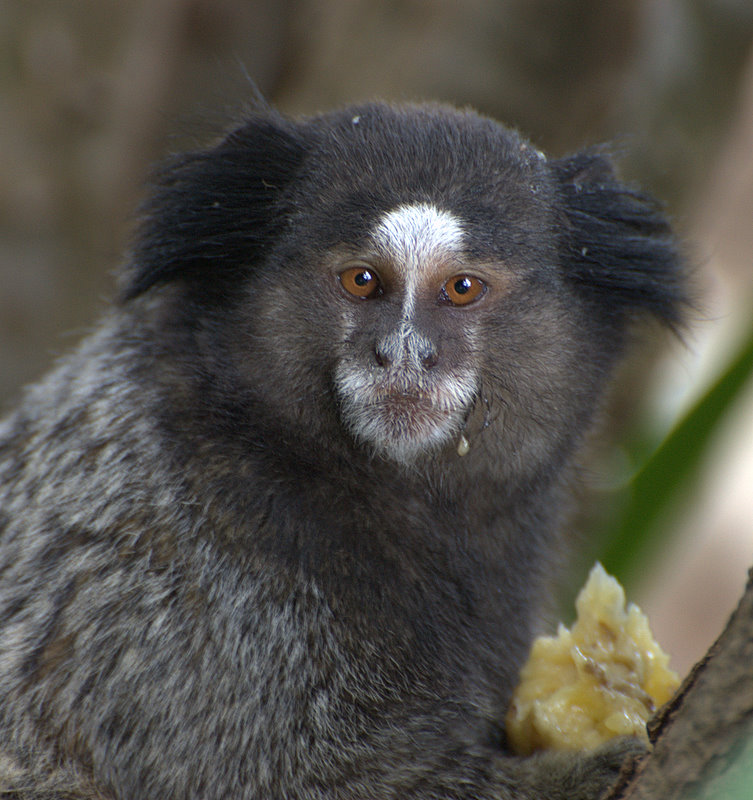
Un esemplare allo stato selvatico.

La testa è bruno scuro o nera, con peli bianchi sparsi qua e là, mentre la fronte è bianca. Il torso, l'addome ed i fianchi sono grigi, mentre il quarto posteriore è solitamente nero, così come la parte ventrale. La coda possiede anelli bianchi su fondo nero: i ciuffi in corrispondenza delle orechcie sono anch'essi neri (da qui il nome comune della specie).

## Biologia
Si tratta di animali diurni ed arboricoli: vivono in gruppi di 2-14 individui, che comprendono una coppia dominante coi figli di differenti parti. Il gruppo definisce un proprio territorio che delimita con secrezioni ghiandolari, anche se la difesa di quest'ultimo è assai blanda e spesso possono essere osservati più gruppi mentre si nutrono su un unico albero.

I vari esemplari comunicano tramite tutta una serie di vocalizzazioni anche ultrasoniche, quindi non udibili all'orecchio umano.

Caso raro fra i primati, questi animali sembrano presentare comportamenti migratori sincronizzati con le stagioni secca ed umida: mancando studi accurati sul campo in proposito, non si conosce la durata né la direzione di tali migrazioni.

### Alimentazione
Questi animali sono perlopiù resinivori: oltre alla linfa degli alberi, durante la stagione secca la dieta può comprendere anche insetti ed altri invertebrati e piccoli vertebrati.

### Riproduzione
Questi animali, come confermato anche da studi su popolazioni selvatiche (che hanno smentito invece le credenze sui costumi riproduttivi di altre specie), sono monogami: la coppia dominante è l'unica a potersi riprodurre, anche perché solitamente gli altri componenti del gruppo sono i figli di parti precedenti.

La gestazione dura circa cinque mesi, al termine dei quali vengono dati alla luce solitamente due gemelli. Questi ultimi vengono presi in consegna dall'intero gruppo, che collabora alla loro cura, mentre la madre li accudisce solo durante la poppata. In questo modo, essi vengono svezzati attorno ai due mesi d'età e diventano del tutto autosufficienti dopo l'anno: la maturità sessuale viene raggiunta attorno all'anno e mezzo d'età, anche se questi animali sono soliti accoppiarsi in età piuttosto avanzata.

La femmina ricomincia il proprio ciclo estrale a una settimana di distanza dal parto: può quindi portare a termine con successo due gravidanze l'anno.
La speranza di vita di questi animali in cattività è di 15 anni.